# Drepanocladus austro-aduncus
Drepanocladus austro-aduncus là một loài Rêu trong họ Amblystegiaceae. Loài này được (Müll. Hal.) Broth. ex Paris mô tả khoa học đầu tiên năm 1909.